# Canon EOS 620
Canon EOS 620 — малоформатный однообъективный зеркальный фотоаппарат с автофокусом компании Canon. Поступил в продажу в мае 1987 года (в год 50-летия Canon).
Canon EOS-620 — вторая камера в серии однообъективных зеркальных фотоаппаратов Canon EOS. Стала развитием  модели Canon EOS 650, вышедшей несколькими месяцами ранее.
Преимущества Canon EOS 620 по сравнению с младшей моделью Canon EOS 650:
- Выдержки затвора 30-1/4000 (30-1/2000)
- Выдержка синхронизации 1/250 (1/125)
- Режим мультиэкспозиции